# Tithrone roseipennis
Tithrone roseipennis es una especie de mantis de la familia Acanthopidae.

## Distribución geográfica
Se encuentra en Brasil, Costa Rica, Guyana,  Colombia, Venezuela y Trinidad.